# پوینت بیکر (فلوریدا)
پوینت بیکر (به انگلیسی: Point Baker) یک منطقهٔ مسکونی در ایالات متحده آمریکا است که در فلوریدا واقع شده‌است. پوینت بیکر ۲٬۹۹۱ نفر جمعیت دارد و ۵۲٫۱۲ متر بالاتر از سطح دریا قرار دارد.